# Servulus Patermann
Servulus Patermann OFMCap (* 21. Dezember 1901 in Bühne; † 16. April 1943 im KZ Dachau) war ein deutscher römisch-katholischer Ordensbruder, Kapuziner und Märtyrer.

## Leben
Alfons Patermann wuchs als Sohn eines Schneidermeisters in Westfalen auf. Er arbeitete zuerst in der Landwirtschaft und bei einer Straßenbaufirma. 1920 trat er in Münster in das Kapuzinerkloster ein und erhielt den Ordensnamen Servulus (nach dem heiligen Bettler Servulus † 590). Die feierliche Profess legte er am 19. März 1926 ab. Als Koch, Gärtner und Pförtner wirkte er in den Klöstern Kleve, Werne, Zell am Harmersbach, Bad Säckingen und zuletzt im Kloster St. Gangolf bei Besseringen (Stadt Merzig) im Saarland.
Am 27. Dezember 1942 wurde er von der Gestapo festgenommen, weil er von einem Gönner des Klosters 5 kg Mehl angenommen hatte und dessen Namen nicht verraten wollte. Am 15. März wurde er zusammen mit einem Mitbruder über Nürnberg in das KZ Dachau gebracht. Dort wurde er erfolgreich an einem Bruch operiert, dann aber im Rekonvaleszenten-Block durch Willkür des Aufsehers ausgehungert. Er starb am 16. April. Seine Leiche wurde eingeäschert.

## Gedenken
Die deutsche katholische Kirche hat Servulus Patermann als Blutzeugen aus der Zeit des Nationalsozialismus in das deutsche Martyrologium des 20. Jahrhunderts aufgenommen.